# Hartă meteo
O hartă meteo este o hartă ce afișează diverse caracteristici meteorologice pe o anumită zonă la un moment dat și are diverse simboluri care au toate semnificații specifice. Astfel de hărți sunt folosite încă de la mijlocul secolului al XIX-lea și sunt utilizate în scopuri de cercetare și de prognoză meteorologică. Hărțile care utilizează izoterme (a se vedea izolinie) prezintă gradienți de temperatură, care pot ajuta la localizarea fronturilor meteorologice. Hărțile Isotach, care analizează liniile cu viteză egală a vântului, pe o suprafață de presiune constantă de 300 sau 250 hPa arată unde se află fluxul de jet. Utilizarea diagramelor de presiune constantă la nivel de 700 și 500 hPa poate indica mișcarea ciclonului tropical. Fluxurile bidimensionale bazate pe viteza vântului la diferite niveluri arată zone de convergență și divergență în câmpul vânt, care sunt utile în determinarea locației caracteristicilor în cadrul vântului. Un tip popular de hartă a vremii de suprafață este analiza vremii de suprafață, care descrie izobare pentru a înfățișa zone cu presiune ridicată și joasă. Codurile de cloud sunt traduse în simboluri și reprezentate pe aceste hărți, împreună cu alte date meteorologice care sunt incluse în rapoartele sinoptice trimise de observatori instruiți profesional.

## Istorie

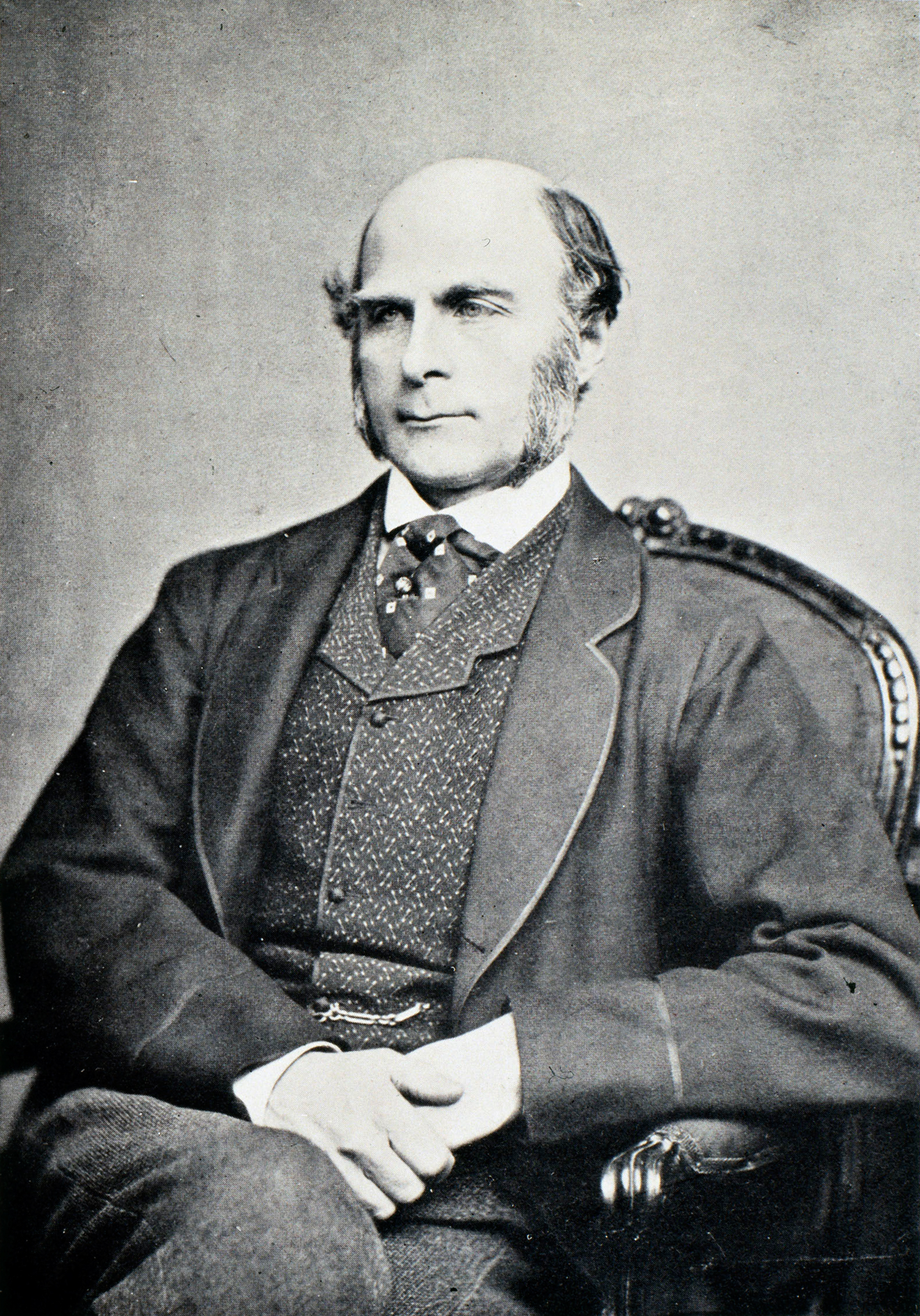
Sir Francis Galton, inventatorul hărții vremii

Utilizarea graficelor meteorologice într-un sens modern a început la jumătatea secolului al XIX-lea pentru a concepe o teorie asupra sistemelor de furtună.
În timpul războiului din Crimeea, o furtună a devastat flota franceză de la Balaklava, iar omul de știință francez Urbain Le Verrier a putut să arate că, dacă ar fi fost emisă o hartă cronologică a furtunii, calea pe care ar urma ar fi putut fi preconizată și evitată de flotă.
În Anglia, savantul Francis Galton a auzit de această lucrare, precum și prognozele meteorologice de pionierat ale lui Robert Fitzroy. După ce a adunat informații de la stațiile meteorologice din toată țara pentru luna octombrie 1861, a trasat datele de pe o hartă folosind propriul său sistem de simboluri, creând astfel prima hartă meteo din lume. Și-a folosit harta pentru a demonstra că aerul circula în sensul acelor de ceasornic în jurul zonelor de înaltă presiune; el a inventat termenul „anticiclon” pentru a descrie fenomenul. El a mai contribuit la publicarea primei hărți meteorologice într-un ziar, pentru care a modificat pantograful (un instrument pentru copierea desenelor) pentru a înscrie harta pe blocurile de tipărire. The Times a început tipărirea hărților meteo folosind aceste metode cu date de la Oficiul Meteorologic.
În SUA, Institutul Smithsonian și-a dezvoltat rețeaua de observatori peste o mare parte din centrul și estul Statelor Unite între anii 1840 și 1860, odată ce Joseph Henry a preluat cârma. U.S. Army Signal Corps a moștenit această rețea între 1870 și 1874 printr-un act al Congresului și a extins-o pe coasta de vest la scurt timp după aceea. La început, nu toate datele de pe hartă au fost utilizate din cauza lipsei de standardizare a timpului. Statele Unite au adoptat pe deplin zonele orare în 1905, când Detroit a stabilit în sfârșit ora standard.